# Carl Christoph von Lemberg
Carl Christoph von Lemberg (geb. 3. April 1690; gest. 28. Mai 1744) war ein preußischer Landrat.

## Leben
Carl Christoph von Lemberg ist der Sohn des George Heinrich von Lemberg (1666–1731), Erbherrn auf Nieder-Kummernick (Wilkawe) und dessen Ehefrau Anna Margaretha, geb. von Luck aus dem Haus Klein Kloden (1669–1723). Von 1703 bis 1708 besuchte er zunächst die Landesschule Pforta, bevor er sich im Sommer 1708 an der Universität Leipzig immatrikulierte. Nachfolgend betätigte er sich in der Landwirtschaft. 1738 wurde er kaiserlicher Akzisekommissar und Deputierter im Fürstentum Oels. 1742 wurde er zum ersten Landrat des Kreises Trebnitz ernannt. Das Amt übte er bis zu seinem Tod im Jahr 1744 aus, sein Nachfolger wurde Hans Rudolph von Salisch.

## Familie
Carl Christoph von Lemberg war in erster Ehe seit dem 20. Oktober 1717 mit Ursula Elisabeth, geb. von Stosch auf Gabel, Peterwitz (* 18. Mai 1696; † 25. Dezember 1726) verheiratet. Aus dieser Ehe gingen folgende Kinder hervor:
- George Lassel, (* 11. September 1718; † 19. April 1719)
- Margaretha Elisabeth Carolina (* 7. Januar 1719; † 9. Juli 1747)
- Ursula Helena (* 7. Juni 1721; † 12. Februar 1722)
- Ursula Elisabeth (* 3. Dezember 1722)
- George Carolus (* 8. April 1724; † 17. August 1724)
- Christiana Elisabeth (verstorben)
- Johanna Eleonora (* 1726; verstorben)

In zweiter Ehe heiratete er im Oktober 1731 Leopoldine Wilhelmine, geb. von Poser auf Wenig-Mohnau (1703–1740).